# Coll de Joux Plane
El coll de Joux Plane és un port de muntanya que es troba a la Savoia, a Arpitània, i que culmina a 1.691 metres d'altitud. Administrativament forma part de l'Alta Savoia. El port connecta Morzena amb Samoëns i ha estat escalat en nombroses ocasions en curses com el Tour de França i el Dauphiné Libéré.

## Detalls de l'ascensió
El coll té dues vessants, tot i que la més dura és la que partint des de Samoëns condueix cap a Morzena. Per aquest costat el coll té una llargada d'11,6 quilòmetres en què se superen 989 metres de desnivell al 8,5% de mitjana i alguns trams que arriben fins al 12,5% abans del primer quilòmetre.
Fent la ruta a la inversa el coll té una llargada de 10,9 quilòmetres amb una mitjana del 6,5% i trams que arriben fins a l'11%.

## Tour de França
El coll de Joux Plane ha estat superat en onze ocasions pel Tour de França des de la seva estrena el 1978. En tots els casos l'etapa ha finalitzat a Morzena. La darrera vegada que el Tour de França hi va passar Floyd Landis va ser el primer a coronar-lo, abans de guanyar l'etapa.
| Any  | Etapa | Categoria | Inici                | Final   | Primer al cim             |
| ---- | ----- | --------- | -------------------- | ------- | ------------------------- |
| 1978 | 17    | 1         | Grenoble             | Morzine | Christian Seznec (FRA)    |
| 1981 | 17    | 1         | Serre-Chevalier      | Morzine | Mariano Martínez (FRA)    |
| 1981 | 18    | HC        | Tonon                | Morzine | Robert Alban (FRA)        |
| 1982 | 17    | 1         | Bourg-d'Oisans       | Morzine | Peter Winnen (NED)        |
| 1983 | 18    | 1         | L'Aup d'Uès          | Morzine | Jacques Michaud (FRA)     |
| 1984 | 19    | 1         | La Plagne            | Morzine | Ángel Arroyo (ESP)        |
| 1987 | 22    | HC        | La Plagne            | Morzine | Eduardo Chozas (ESP)      |
| 1991 | 18    | HC        | Bourg-d'Oisans       | Morzine | Thierry Claveyrolat (FRA) |
| 1997 | 15    | HC        | Courchevêl           | Morzine | Marco Pantani (ITA)       |
| 2000 | 16    | HC        | Courchevêl           | Morzine | Richard Virenque (FRA)    |
| 2006 | 17    | HC        | Sent-Jian-de-Môrièna | Morzine | Floyd Landis (USA)        |